# Antonov An-2
O Antonov An-2 é um avião fabricado pela companhia ucraniana Antonov.

## História
O Antonov An-2 é um dos mais curiosos aviões de transporte do antigo bloco soviético, estando em serviço durante décadas, sendo produzidos ainda nos dias atuais pela Polônia e China, mediante pedido especial.
Conhecido como «Anusha», o An-2 foi uma aeronave concebida para utilizações em múltiplas missões, que poderia ser utilizado tanto como transporte táctico militar como para fins agrícolas.
Ainda que desenvolvido na era do jato, ele recebeu uma configuração de asas em biplano, o que lhe dá um ar antigo. No entanto, as duas asas permitem ao Antonov An-2 pousar e descolar em pistas muito curtas, o que o torna eficaz como aeronave para evacuações médicas, transportes de tropas, prática do paraquedismo, pulverização agrícola e ligação entre lugares remotos.
Até hoje, o An-2 é usado para o transporte de suprimentos, pessoas e animais nos confins gelados da Mongólia e povos do Leste Europeu.
Devido a sua versatilidade e robustez, o Antonov An-2 acabaria por se transformar no mais fabricado avião de transporte do pós-guerra do mundo, pois em 1959 a produção do avião foi transferida para a Polônia, acabando por produzir mais aeronaves que a fábrica ucraniana, onde nasceu, com cerca de 12.000 exemplares produzidos, muitos deles fornecidos à Rússia.
Com o passar do tempo o An-2 transformou-se na aeronave predileta dos Paraquedistas do velho mundo, por ser espaçoso e com uma capacidade de carga espantosa para um monomotor dos anos 50.
O AN-2 é uma aeronave de múltiplas finalidades, equipada com motor ASz-621R e hélice AW-2, de passo variável. Sendo um avião de emprego geral, o AN-2 pode ser utilizado nas seguintes versões: Carga (Mala Postal) – AN-2T
Carga Passageiros – AN-2TP Passageiros – AN-2P Lançamento de Paraquedistas – AN-2TD Transporte Aeromédico – AN-2S Pulverização Agrícola – AN-2R Hidroavião – AN-2M. Adicionalmente o AN-2 em cada uma de suas versões citadas poderá ser equipado com trem de aterragem sobre rodas ou sobre “skis”.
Para conversão da aeronave de uma para outra versão, um equipamento especial é fornecido a pedido do comprador. Parte desse equipamento é normalmente integrado na aeronave, quando da montagem na fábrica, sendo o restante fornecido ao operador como peças sobressalentes e equipamento de solo.
A conversão é muito simples, permitindo que a aeronave seja convertida em duas de suas várias versões mesmo em oficinas e aeroportos de pequenos recursos.
Um jogo de ferramentas fornecido com todos os AN-2 é suficiente para efetuar a conversão. O AN-2 é simples de manuseio e serviço. É fácil de voar; o conhecimento básico de técnica de pilotagem de monomotores é o suficiente para voar o AN-2.
O AN-2 é um avião seguro, devido ao seu alto coeficiente de sustentação (flaps, ailerons, slots automáticos) pode ser utilizado em montanhas, em pequenos campos de pouso ou mesmo em locais não preparados, estando capacitado a descer em grandes ângulos de ataque.

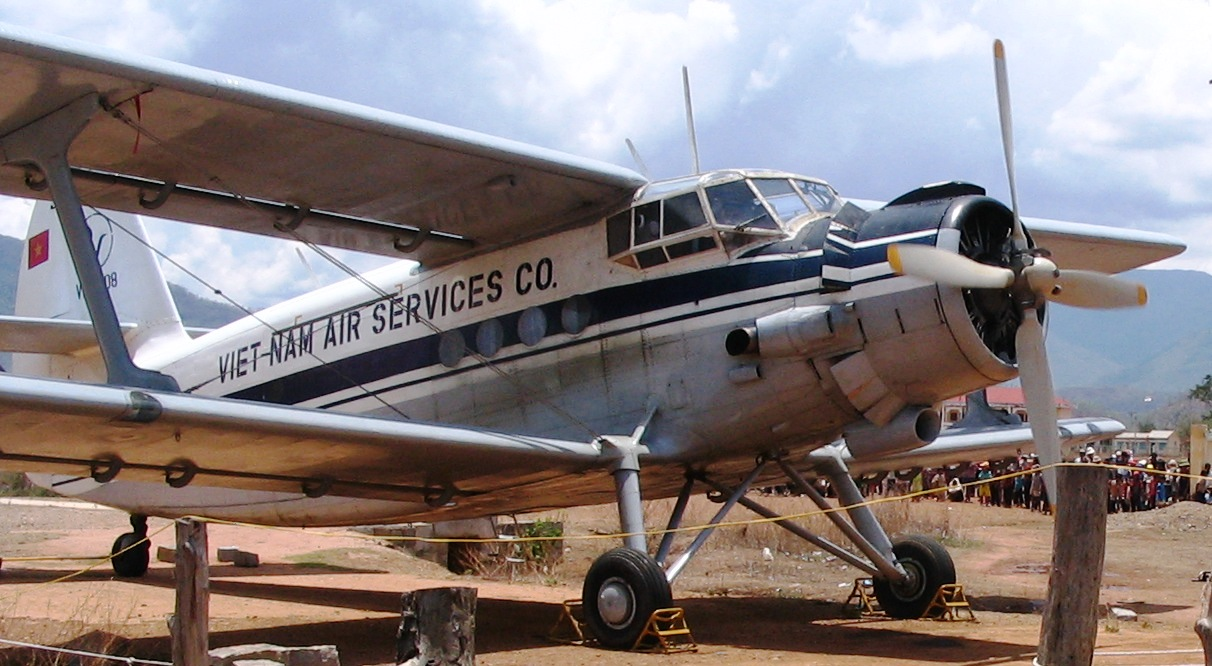
AN-2 VASCO, Vietnam, 2005.

A aeronave possui equipamento de rádio e navegação que a torna capaz de voar e aterrar em condições desfavoráveis e sem visibilidade de solo.
O AN-2 é uma aeronave testada universalmente. Ao longo de muitos anos de operação em regiões geográficas diferentes e, sob as mais diversas condições climáticas (dos gelos permanentes do Ártico aos climas tórridos dos Trópicos), distante de bases equipadas, a aeronave provou sua segurança e foi largamente reconhecida.
A segurança do AN-2 foi constatada e confirmada em muitos países, como seja, República Popular Democrática da Coreia, Bulgária, Tchecoslováquia, República Árabe do Egito, Iugoslávia, República Democrática da Alemanha, Polônia, Romênia, Sudão, Tunísia, Rússia e outros.

## Versão Carga Passageiro
A versão carga passageiro é o desenvolvimento da versão básica de transporte, buscando a melhoria do conforto dos passageiros e a estética da cabine. A cabine de passageiros do AN-2TP é revestida de painéis decorativos (contraplacado mais tecido decorado). Adicionalmente a cabine é equipada com prateleiras para bagagem e campainha para chamar a tripulação. As poltronas dos passageiros possuem almofadas macias.

## Versão Passageiros
O Interior da cabine do AN-2P difere consideravelmente do da aeronave AN-2TP. A cabine na versão passageiros também é revestida com painéis decorativos idênticos aos aplicados na versão carga passageiro, porém, mantas a prova de som são colocadas entre os painéis e a fuselagem.
Doze macias poltronas são posicionadas na direção de voo e fixadas ao piso metálico revestido com tapete. Adicionalmente entre as duas primeiras filas de poltronas, dois assentos dobráveis estão dispostos para a utilização por crianças. Um berço em rede de nylon, para crianças de colo faz parte do equipamento da aeronave. O lavatório instalado no fundo da aeronave nas demais versões, na versão passageiros está instalado na traseira do compartimento de passageiros, separadamente em harmonia com a cabine. Entre outros melhoramentos, existem mais prateleiras para bagagens, lâmpadas no teto, botões para a chamada da tripulação, etc.
Apesar desses melhoramentos e modificações, a aeronave continua com suas características no que se refere ao tamanho das pistas e qualidade dos aeroportos tornando-se assim capaz de operar em linhas aéreas locais.

## Versão Paraquedismo
A aeronave na versão AN-2TD tem por finalidade o treinamento de paraquedistas. Difere da versão carga em poucos detalhes. Para permitir ao piloto levar a aeronave acuradamente sobre um determinado ponto no solo, uma janela retangular foi feita no piso do compartimento de carga. Adicionalmente foi instalado um sistema elétrico no compartimento de carga para avisar qualquer modificação de proa.
Para a obtenção de um maior grau de segurança e eficiência de treinamento, duas empunhaduras foram montadas na porta de carregamento de carga, os batentes revestidos de borracha macia, a parede do lado esquerdo da fuselagem atrás da porta de carregamento coberta com uma camada de composto selante para protegê-la dos danos causados pelo sistema de abertura dos paraquedas. Num painel especial no compartimento de carga foi instalado um quadro com três instrumentos de bordo necessários ao instrutor: indicador de velocidade do vento, altímetro e cronômetro.
Ademais, para proporcionar à tripulação e aos paraquedistas um suprimento suficiente de oxigênio em voos no teto de serviço, um equipamento de respiração de oxigênio foi instalado tanto no compartimento de carga como no cockpit.

## Versão Aeromédica
O AN-2 em versão aeromédica destina-se ao transporte de pacientes sentados ou deitados em macas. O transporte em macas é possível devido a seis macas fixadas às paredes da cabine em três níveis diferentes de modo que cada três são fixadas a cada lado. As macas são fixadas por meio de doze trincos e quatro cintas.
A aeronave incorpora ainda uma cortina especial que separa do resto da cabine o compartimento que acomoda as macas, um estojo de primeiros socorros, um vasilhame para refrigerantes e outros equipamentos sanitários.

## Versão Hidro
O hidroavião AN-2M é basicamente a versão carga, isto é, um AN-2T provido de um trem de flutuação (com dois flutuadores) em substituição às rodas. Dest’arte a aeronave pode ser utilizada de forma muito mais ampla principalmente nos países aonde há abundância de lagos e de rios e escassez de campos de pouso, mesmo de pequena extensão. A versão não é inferior às demais, ao contrário, suas qualidades de voo e operacionais são até melhores. Em especial sua manobrabilidade na água é melhorada devido à utilização do hélice AN-2R com passo reversível, sendo a decolagem sobre a água grandemente encurtada.
Essas características operacionais tornam possível operar a versão hidroplano em águas relativamente pequenas e rasas.
Para simplificar a operação da aeronave como hidroavião seu equipamento aéreo foi grandemente aumentado de forma que agora está provido de uma série de itens de equipamento destinados a atender as necessidades específicas de operação da aeronave na água, ou seja:
- planos inclinados para serem usados na substituição do trem de aterragem pelos flutuadores.
- carreta destinada a movimentar sobre o solo a aeronave com os flutuadores.
- âncora de profundidade para ancorar a aeronave na água.
- âncora de arrasto para contrabalançar os movimentos da aeronave nas águas.
- cabo para atracar a aeronave.
- outros itens adicionais.

## Versão – Modalidade Fotogramétrica AN-2P Foto
A versão do AN-2P na modalidade fotogramétrica é destinada à fotografia.
A aeronave fotogramétrica é equipada com os seguintes conjuntos:
- câmara escura
- armários para os cabides de filmes
- abertura no piso para a câmara fotográfica - mesa para o câmera-man - mesa com instrumentos adicionais de navegação
- assentos para passageiros (três assentos em cada lado da fuselagem) o último destinado exclusivamente para o câmera-man em serviço.
A fim de melhorar a visibilidade, o lado direito do capô do cockpit foi ampliado e equipado com uma vigia, a fim de se encontrar a melhor trajetória da aeronave. Na parte inferior de ambos os painéis do cockpit, e ao redor da abertura para a câmara fotográfica existem câmaras de aquecimento dispondo de controles independentes do controle geral de aquecimento comando no cockpit do piloto.
No lado esquerdo da cabine, há uma abertura no piso para câmara fotográfica. A abertura pelo seu lado exterior dispõe de uma tampa móvel. No painel esquerdo da cabine há uma mesa destinada ao câmera-man, esta mesa de controle é equipada com o intercomunicador SPU-7, interruptor de controle do diafragma da câmara, interruptor automático de circuito AZS utilizado para fazer funcionar o ventilador, o qual está montado em um suporte sobre a mesa, três lâmpadas sinalizadoras, duas das quais assinalando a posição do diafragma da câmara e a terceira destinada a assinalar a corrente aplicada à tomada 4Sk.
Na parte traseira da cabine, ao lado direito há uma câmara escuta equipada com a mesa do câmera-man e um ventilador. Ao lado direito da cabine imediatamente atrás da porta do cockpit do piloto, em cima, há uma mesa com alguns instrumentos adicionais de navegação, ou seja, indicador de velocidade do ar US-35U, altímetro WD-10, relógio ACZS-1, indicador UK-3, do giro compasso GIK-1, instrumentos esses destinados ao câmera-man.
A comunicação entre a tripulação e o câmera-man é proporcionada devido ao intercomunicador tipo SPU-7 o qual é projetado para 4 pessoas a fim de manter a câmara sempre livre. As tubulações de ventilação e chuva do motor ASZ-62IR, transmissor P-IB e os tanques de combustível são colocados por fora além da abertura para a câmara exceto os tubos de ventilação do compressor.
Lay-out da cabine de Passageiros do AN-2P, transformada para a execução de trabalhos aerofotogramétricos.
1. Visor, 2. Mesa para operação do equipamento de rádio, 3. Mesa do rádio operador, 4. Revestimento decorativo, 5. Porta bagagem, 6. Poltronas, 7. Câmara de ventilação, 8. Cortinas, 9. Abertura para operação da câmera fotográfica, 10. Mesa para operador da câmera, 11. Aquecimento da abertura para a câmera, 12. Equipamento do comando eletrônico da câmera, 13. Depósito de filmes usados, 14. Poltrona do operador de câmera, 15. Quarto escuro, com mesa de trabalho, 16. Extintor de incêndio manual, 17. Caixa de primeiros socorros, 18. Lavatório.

## Versão Agrícola
Na sua versão agrícola o NA-2R é projetado para as seguintes operações:
- fertilização pelo espargimento de fertilizantes
- proteção das plantações pelo controle de pestes por meio de pulverização de pós químicos ou espargimento de soluções líquidas.

Para converte a aeronave na sua versão agrícola um equipamento de pulverização ou de espargimento, deve ser instalado na mesma. Ambos os equipamentos ficam suspensos sob a parte inferior da fuselagem, de forma que sua instalação, remoção, inspeção e manutenção são grandemente facilitados.
A única exceção é o depósito (tanque) para produtos químicos, 1400 I de capacidade, o qual é instalado no interior da fuselagem.
O equipamento de pulverização consta de:
Reservatório para os produtos químicos com mangueiras de carregamento.
Túnel de pulverização com disco e regulador de saída.
Misturador com o conjunto de operação.
O equipamento de espargimento é constituído de:
Reservatório (o mesmo do equipamento de pulverização), com tubo de carregamento e misturador hidráulico.
Conjunto de bombeamento com catavento.
Tanque para os produtos químicos concentrado. O equipamento de pulverização é destinado a espalhar produtos químicos em pó, durante o voo, através de um túnel pulverizador, do qual os produtos são soprados para fora pela corrente de ar. Os produtos em pó deixam o reservatório através de um regulador de saída interno entre o túnel de pulverização e o gargalo do reservatório. O regulador de saída é equipado com janelas móveis que podem interromper a operação de pulverização. No regulador de saída existe um disco regulável, com janelas de áreas diversas que permite ao piloto controla a saída dos produtos em pó. O escorregamento uniforme para baixo dos produtos em pó do reservatório para o túnel de pulverização (espalhador) é devido a um misturador no interior do reservatório por uma ventoinha instalada na fuselagem.
O equipamento de espargimento destina-se a um espargimento uniforme de líquido ao longo da envergadura das asas através de bocais especiais localizados no expansor de espargimento situado sob a asa. Os expansores de espargimento são supridos com o líquido do reservatório por meio de uma bomba movida por uma ventoinha instalada sob a fuselagem:
O reservatório é enchido com pó químico através de duas aberturas no alto da fuselagem enquanto que os produtos líquidos são vertidos no reservatório com uma mangueira e um conector no lado esquerdo da fuselagem (ou através das aberturas de inspeção para o pó químico).
O equipamento agrícola é controlado pneumaticamente por meio de uma válvula montada no painel central da cabine do piloto. O equipamento de pulverização é capaz de assegurar uma saída máxima de 20 kg/s de produtos químicos com uma faixa uniforme de 50 a 60m de largura.
O equipamento de espargimento é projetado para uma saída máxima de 18.5 I/s em uma faixa uniforme de 40 a 50m de largura.
A instalação do equipamento agrícola implica na remoção da aeronave de parte do equipamento padrão de rádio (um equipamento completo de rádio é instalado em todos os AN-2 quando saem da fábrica).
O equipamento agrícola é colocado diretamente na aeronave. E instalado pelo próprio usuário. A facilidade de instalar e remover tanto o reservatório quanto o equipamento de pulverização, torna possível a conversão do NA-2R na versão carga, de maneira fácil e rápida.

## Dados Técnicos

### Especificações
Dados de: Biplanes, Triplanes, and Seaplanes
- Tripulação: 1-2 (Piloto e Co-piloto) Podendo ser voado apenas por um só Piloto, que é chamado na aviação por versão (Single Pilot).
- Capacidade de passageiros: 12 passageiros
- Comprimento: 12.4 metros (40 ft 8 in)
- Asas:
  - Asa superior: 18.2 metros (59 ft 8 in)
  - Asa inferior: 14.2 metros (46 ft 9 in)
- Altura: 4.1 metros (13 ft)
- Área da asa: 71,52 m² (769.8 ft²)
- Peso vazio: 3,300 kg (7,300 lb)
- Peso carregado: 5,500 kg (12,000 lb)
- Carga útil: 2,140 kg (4,700 lb)
- Motor: 1 × Shvetsov ASh-62IR 9-cilindros supercharged radial, de 750 kW que desenvolve uma potência de 1.000 hp (1.000 Cavalos Força).

Performance
- Velocidade máxima: 258 km/h (139 kn, 160 mph)
- Velocidade de cruzeiro: 190 km/h (100 kn, 120 mph)
- Velocidade de estol: 50 km/h (26 knots, 30 mph) Estol é quando a velocidade cai muito e as asas perdem a sustentação, levando o avião a deixar de voar e cair como uma pedra.
- Máximo alcance: 845 km (456 nm, 525 mi)
- Teto máximo operacional: 4,500 metros  (14.750 ft)
- Máxima razão de subida: 3.5 m/s (700 ft/min) É a distância vertical que o avião consegue subir em minutos ou segundos.

Características do Projeto
A fuselagem é de construção monocoque. Sua estrutura consta de painéis, vigas, estrutura e piso da cabine de passageiros. Quanto às suas aplicações a fuselagem é dividida em três parte a saber:
A parte da frente acomoda a cabine do piloto, a parte central destinada à carga ou passageiros e a parte traseira utilizada para os elementos do sistema de controle e equipamento elétrico/rádio.
O piso do “cockpit” possui dois assentos para a tripulação. Consequentemente a aeronave dispõe de controles duplos e instrumentos básicos de voo também duplos.
As manetas de controle do motor não são duplas, porém, estão instaladas em um painel central entre os acentos sendo facilmente acessível de ambos os assentos.
A cabine do piloto é espaçosa, tendo ótima visibilidade, quase 360º graus.
Na cabine de passageiros (exceto na versão AN-2P) existem 12 assentos dobráveis para passageiros em 2 grupos de 6 assentos cada. Os assentos são fixados em dobradiças nas paredes laterais da fuselagem. Tanto o “design” como a localização dos assentos dos passageiros torna possível carregar a aeronave de várias formas combinadas (passageiros e/ou carga).
A alta resistência dos painéis do piso (1000 kg/n²), a cabine espaçosa (4.1 x 1.6 x 1.8 m) e a grande porta especial de carga (1.5 x 1.5 m) abrindo-se para cima, permite a aeronave conduzir itens de carga de considerável dimensão. Para assegurar o máximo grau de segurança durante o transporte, as paredes da fuselagem são providas de cartazes com informações sobre a localização segura da carga. Adicionalmente a aeronave é equipada com dispositivos especiais para a fixação da carga.
Asas
O conjunto de asas constitui-se de uma asa superior e uma asa inferior, com suportes interplanos e cabos de tensão. A estrutura da asa tem duas longarinas. A asa é revestida com tela sintética. A secção grossa do aerofólio, RPS-14% (corda média aerodinâmica) é mantida ao longo de todo o comprimento. Ailerons diferenciais são montados na asa superior. Um compensador operado eletricamente é instalado no aileron do lado esquerdo. Slats automáticos estão instalados ao longo de todo o comprimento da asa superior. Flaps controlados eletricamente utilizam uma parte da superfície de ambas as asas, superior e inferior. Devido a um sistema especial de controle, os ailerons também podem ser usados como flaps de aterragem. A asa superior acomoda seis tanques metálicos de combustível.
Secção da Cauda
A disposição da secção da cauda é ortodoxa, isto é, dispõe de um estabilizador vertical, mantido por dois suportes, estabilizador horizontal e leme. Tanto o estabilizador horizontal como o leme são equipados com compensadores. Controlados eletricamente. O aerofólio da secção da cauda é simétrico. A estrutura da secção da cauda é similar a das asas, constituída de longarinas e nervuras, sendo a carcaça metálica revestida com tecido.
Trem de Aterragem
O trem de aterragem é do tipo convencional. Sua parte fixa principal é da forma piramidal por suas pernas e suportes. Constitui-se de pernas, amortecedores, suportes anterior e posterior e rodas 800x260 mm equipadas com sistema de freio hidráulico bilateral. Os freios são acionados por uma manete de controle instalada na roda esquerda de controle. Por solicitação do comprador essa manete poderá também ser montada na roda direita de controle.
A bequilha possui uma perna, amortecedor e uma roda de 470 x 210 mm. Esta última é equipada com um sistema eletropneumático de bloqueio que trava a roda na posição neutra o que facilita manter a direção tanto durante a decolagem quanto a aterrissagem.
O amortecedor é carregado com nitrogênio e óleo AMG-10. A pressão do nitrogênio nos amortecedores principais do trem de aterragem via a 30 – 1 kg/cm², sendo 25 + 2 kg/cm² para o amortecedor da bequilha.
Sob condições precárias encontradas em algumas bases aéreas, os compressores podem ser carregados com ar comprimido fornecido pela garrafa de ar comprimido da aeronave. Para essa finalidade o equipamento padrão de solo da aeronave possui um dispositivo destinado a carregar os amortecedores e as câmaras de ar das rodas com ar comprimido. Os pneus semi-balão e as câmaras, com uma pressão de 2.3 atmosferas, assim como a grande resistência do trem de aterragem torna possível aterrar e decolar em campos de grama não cultivada.
Sistema de Controle
O sistema de controle do AN-2 utiliza cabos e varilhas rígidas de dupla ação. Os ailerons, o profundor e o leme direcional são controlados mecanicamente enquanto que os flaps e os compensadores dos ailerons profundor e leme de direção são acionados eletricamente dispondo de um sistema elétrico de sinalização da posição neutra.
Sistema de ar comprimido
O sistema de ar comprimido do AN-2T destina-se ao controle dos freios das rodas principais do trem de aterragem; é para o bloqueio da bequilha na posição neutra. Em outras versões do AN-2 o sistema é também utilizado para controle de outros equipamentos, como: equipamento agrícola (AN-2R) of dos lemes do trem de flutuação (AN-2M).
A fonte de ar comprimido a bordo é um cilindro de 8 litros de 50 kg/cm² de pressão interna. O conteúdo de ar comprimido no cilindro é mantido por um compressor de pistão AK 50M, instalado no motor. O sistema é protegido do excesso de pressão por um dispositivo automático de segurança AD-50. A pressão de trabalho tanto no sistema principal como na bequilha é de 10 kg/cm² no sistema de freio de roda.
1. Anel Frontal, 2. Carenagem Interna, 3. carenagem Externa, 4. Suporte do Motor, 5. Barras de Tensão, 6. Travessa, 7. Barras de Apoio, 8. Parte Destacável da Asa Superior, 9. Aileron, 10. Flap da Asa Superior, 11. Junta da Asa Superior, 12. Fuselagem, 13. Cauda, 14. Leme, 15. Estabilizador, 16. Leme de Profundidade, 17. Suporte da Cauda, 18. Bequilha da Cauda, 19. Carenagem da Asa Superior, 20. Slots da Asa Superior, 21. Estrutura de Suporte das Asas, 22. Flap Externo da Asa Inferior, 23. Flap Interno da Asa Inferior, 24. Junta da Asa Inferior, 25. Trem de Pouso, 26. Radiador de Óleo, 27. Junção para Montagem do Motor.
Sistema de Alimentação
O motor do AN-2 utiliza gasolina de aviação de 91 octanas no mínimo. Seis tanques de combustível com a capacidade total de 1200 litros estão instalados na asa superior. O sistema é do tipo mixto utilizando tanto a alimentação por gravidade como a alimentação forçada por uma bomba tipo “sliding vane”.
Mostradores da quantidade de combustível estão instalados em cada tanque proporcionando informação contínua aos pilotos da quantidade disponível de combustível nos tanques.
Sistema de Óleo (Lubrificação)
O sistema de lubrificação é constituído de um reservatório de óleo, um resfriador e tubulações. Óleo MK-22 ou MS-20 é forçado no motor por intermédio de uma bomba de engrenagem, retornando através do resfriador aonde sua temperatura é reduzida. O resfriador de óleo está instalado sob a fuselagem da aeronave. Trata-se de um resfriador de duetos com janelas operadas eletricamente a fim de controlar o resfriamento.
Sistema de aquecimento e ventilação
Tanto o “cockpit” como o compartimento dos passageiros são aquecidos e ventilados. O sistema de aquecimento recebe o ar quente de um trocador de calor instalado no tubo de exaustão. Deste mesmo trocador é tomado o ar quente para o sistema de anticongelamento do pára-brisa direito. Tanto o “cockpit” como o compartimento de passageiros são providos de um sistema de ventilação. As tomadas de ar para ventilação estão localizadas na superfície inferior da asa superior. Dali, através de tubulações, o ar é conduzido ao “cockpit” e ao compartimento de passageiros.
Bicos móveis de ventilação permitem controlar o fluxo e direção do ar para os passageiros.
Adicionalmente dois ventiladores elétricos muito eficientes estão instalados na cabine de pilotagem.
Sistema de Extintor de Incêndio
O sistema de extinção de incêndio do AN-2 destina-se a assinalar o aumento excessivo da temperatura em determinada zona do motor bem como envolver os espaços em torno do motor com um gás inerte prevenindo o processo de combustão.
O sistema de prevenção de incêndio dispõe de um detector automático de incêndio e de um extintor operado pelo piloto por meio de um botão.
A fonte de gás inerte é um cilindro contendo CO² sob pressão. O cilindro é operado eletricamente após o disparo de um cartucho especial. Adicionalmente dois extintores manuais de dióxido de carbono estão instalados a bordo da aeronave.
Sistema elétrico
O sistema elétrico da aeronave é alimentado com 27V de corrente contínua fornecida por um gerador movido pelo motor de duas baterias que atuam como uma reserva de corrente contínua. Ambas as fontes de energia elétrica estão conectadas em paralelo. Ao pico máximo de carga, quando a carga excede a corrente gerada pelo gerador, a diferença é compensada pelas baterias.
O sistema elétrico utiliza três voltagens, ou seja, 27V, 36V e 115V.
O sistema elétrico básico para 27V é do tipo monofásico, sendo o pólo negativo a estrutura da aeronave.
O sistema elétrico é protegido contra sobrecargas e ou curtos-circuitos por disjuntores automáticos ou fusíveis.
Instrumentos de Voo e Navegação
A aeronave está equipada com vários instrumentos de voo e de navegação. Além dos instrumentos padrão, como indicadores de velocidade do ar, altímetro, indicador de relação de subida, horizonte artificial, tacômetro e medidor de nível de combustível, a aeronave está equipada com bússola magnética, equipamento medidor de distância, giro direcional, instrumento composto do motor, incorporando 3 indicadores termômetro, manômetro, etc.
Os instrumentos estão instalados em um painel metálico com amortecedores. Estão colocados de forma a serem bem visíveis tanto à noite quanto de dia devido a aplicação de material luminoso e luz ultravioleta.
Equipamento de Rádio
O equipamento standart da aeronave dispõe dos seguintes itens:
1 – R-860 transceptor de onda ultracurta operando nas freqüências de 118-135.q Mc/s com 100 km de alcance.
2 – R-842 transceptor de onda curta operando nas freqüências de 2-8 Mc/s com alcance mínimo de 100 km.
3 – RW- um rádio altímetro de 0–600 m de altitude, com sinalização de altitudes perigosas tanto acústica como luminosa.
4 – ARK-9 rádio-bússola com alcance de 160 a 180 km. Permite ao piloto determinar a direção de proa da aeronave após a recepção dos sinais das estações de rádio do solo e executar a aterragem em condições precárias de visibilidade.
5 – MRP-56P assinalador que determina o momento de passagem pelo rádio farol.
6 – SPU-7 intercomunicador com as três estações a bordo da aeronave. A saída do SPU-7 está conectada com o R-842 ou R-860 assegurando comunicação simultânea de rádio. O SPU-7 serve ainda para “checar” o funcionamento do “rádio-compasso”.
Motor
A aeronave é movida por um motor radial Asz-62IR de nove cilindros, quatro tempos, refrigerado a ar, em linha, com redução planetária e supercharger centrífugo de um estágio. O motor é acionado por um arranque elétrico.
Especificações Técnicas do Motor
1 – Razão máxima de decolagem: 1000 HP a 2200 R.P.M. e pk = 1050 Hg (pk = pressão no “manifold” (tubo de escape)).
2 – Razão de potência: 820 HP a 2100 KPM e pk = 900 mm Hg
3 – Consumo de combustível: 280 a 300 g/HP .h = Aprox. 170 L./H
4 – Volume do deslocamento de todos os cilindros 29,87 litros
5 – Razão de Compressão 6.4
6 – Direção de rotação, vista de trás – sentido dos ponteiros do relógio
7 – Ordem de ignição: 1-3-5-7-9-2-4-6-8
8 – Peso 567 kg.